# Peter Pan Man
Peter Pan Man (títol original en neerlandès: Aanmodderfaker) és una pel·lícula de comèdia de 2014, dirigida per Michiel ten Horn. La pel·lícula va guanyar tres premis Vedella d'Or en les categories de millor llargmetratge, millor actor (Gijs Naber) i millor guió. La pel·lícula s'ha subtitulat en català.

## Argument
Thijs, un home immadur que ja té trenta-dos anys, rebutja créixer i madurar i viu la vida com la d'un estudiant. Quelcom es desperta quan es presenta a casa la seva germana per a fer una bugada i coneix a la Lisa, una noia madura de setze anys que té grans ambicions.

## Repartiment
- Gijs Naber com a Thijs
- Yannick van de Velde com a Walter
- Roos Wiltink com a Lisa
- Anniek Pheifer com a Simone
- Markoesa Hamer com a Julie